# Begleitfahrzeug

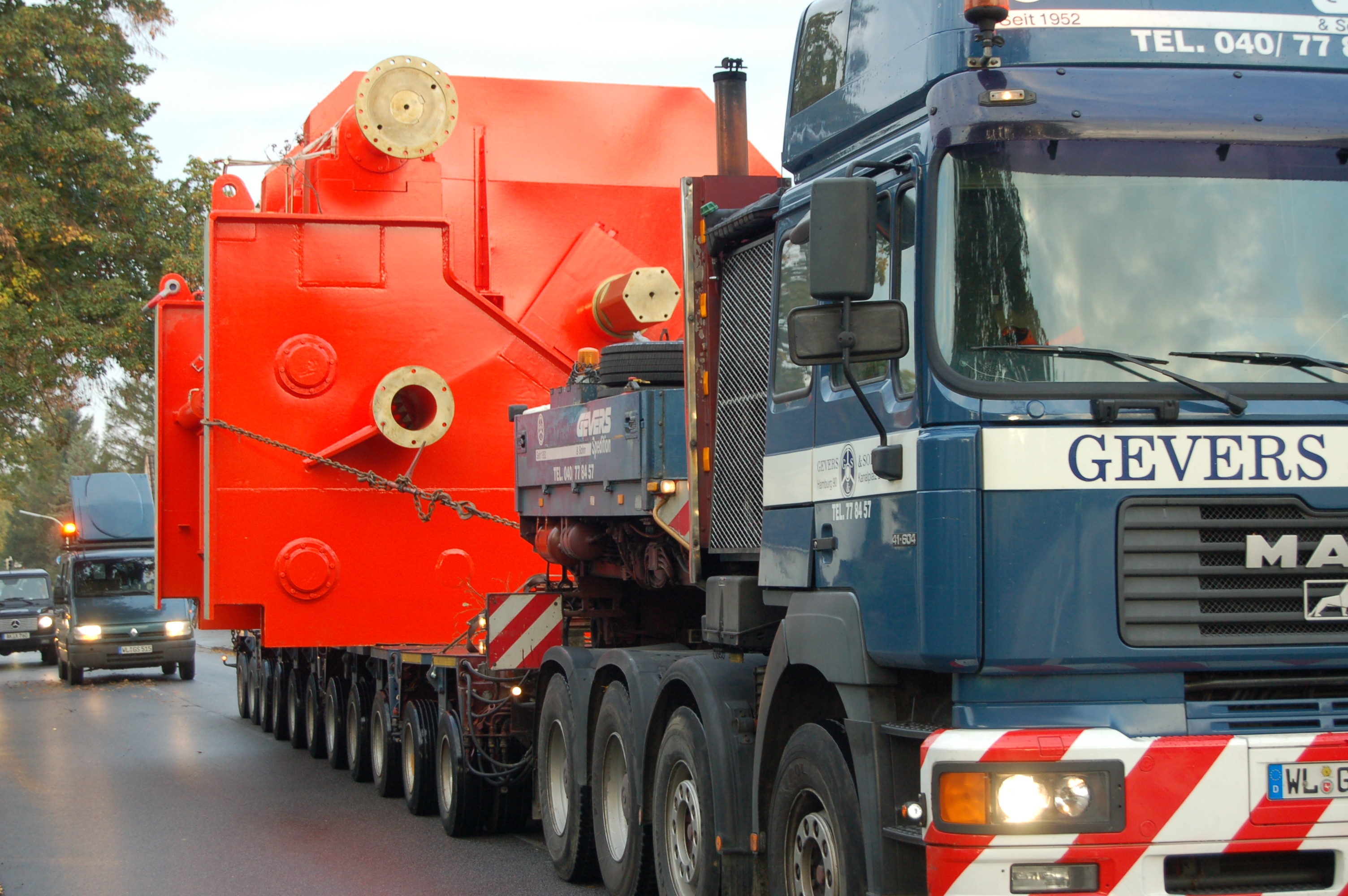
Schwertransport mit Begleitfahrzeug

Unter dem Begriff Begleitfahrzeug versteht man bei einem Schwertransport ein entsprechend ausgerüstetes Fahrzeug, das einen solchen Transport begleitet, zur Absicherung des Schwertransportes nach hinten (Warnung des nachfolgenden Verkehrs, Überholverbot), bzw. vor dem Transport, um die Freiheit der benötigten Fahrbahnbreite zu gewährleisten.
Begleitfahrzeuge sind ein teilweiser Ersatz für die Absicherung durch die Polizei. Rechtsgrundlage ist seit 7. September 2023 die Straßenverkehr-Transportbegleitungsverordnung (StTbV).

## Deutschland
Das erste Testfahrzeug zur Begleitung von Schwertransporten war ein Kleinbus der Firma Riga Mainz, der nach Angaben des Mitarbeiters der Bezirksregierung Koblenz mit einer Holzkonstruktion am Heck versehen war, an der mit Seilzug das Zeichen 276 (generelles Überholverbot) hervorgezogen und zurückgeschoben werden konnte. Um festzustellen, ob die nachfolgenden Verkehrsteilnehmer das angezeigte Verkehrszeichen auch beachten, wurde das Fahrzeug zunächst nur als Versuchsfahrzeug eingesetzt. Da das gezeigte Verkehrsschild nur tagsüber gut zu erkennen war, nicht aber bei Nacht und Nebel, wurde nach einer Möglichkeit gesucht, diese Schilder immer erkennbar zu machen.
Dieses Fahrzeug wird als „BF2“ (Begleitfahrzeug der zweiten Generation) bezeichnet.
So entstand die Idee, Verkehrszeichen, die durch Licht dargestellt werden, auf ein Fahrzeug zu bauen. Erfahrungen mit solchen durch Licht dargestellten Verkehrszeichen gab es mit der sogenannten Glasfaser-Optik. Resultat war das Begleitfahrzeug mit einer sogenannten Wechselverkehrszeichenanlage (WVZ).
Dieses Fahrzeug wird als „BF3“ (Begleitfahrzeug der dritten Generation) bezeichnet.

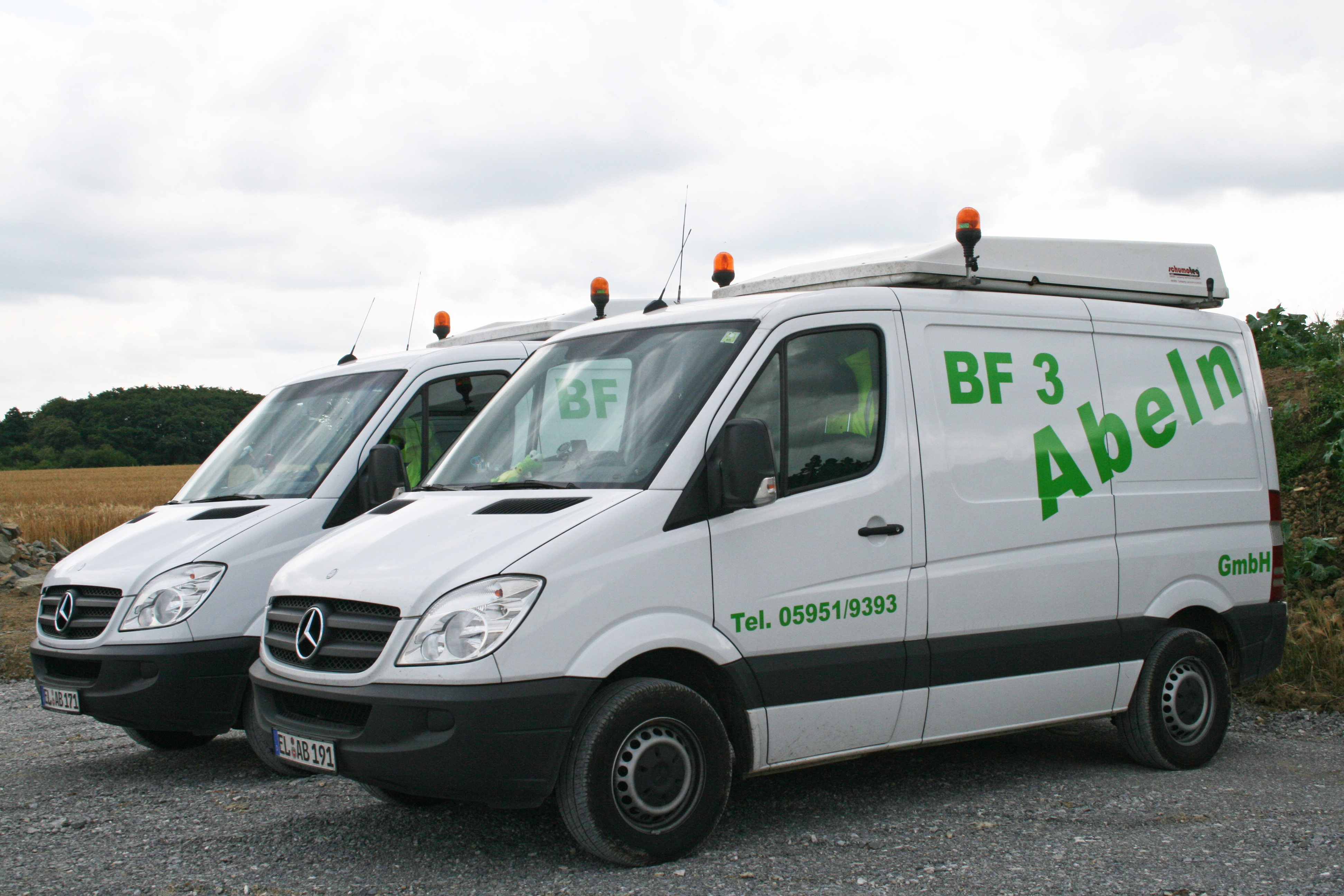
Begleitfahrzeug der 3. Generation (BF-3)

Eine einfache Version eines Begleitfahrzeuges ist jedes beliebige Kraftfahrzeug. Oft wird der Einsatz eines Gelblichts angeordnet. Für das Begleitfahrzeug ist in der Regel keine Gelblichtgenehmigung notwendig. Das Gelblicht muss hierfür nicht eingetragen sein, es gilt i. d. R. die Genehmigung des Schwertransportes. Ist das Gelblicht nicht eingetragen, so muss es vor oder nach dem Transport entweder abgebaut oder abgedeckt werden. Zum Führen eines solchen Begleitfahrzeuges reicht die für das Fahrzeug notwendige Fahrerlaubnis.
Zum „Führen von Begleitfahrzeugen ohne Wechselverkehrszeichenanlage“ wird kein spezieller Führerschein vorausgesetzt. Jedoch sind Grundkenntnisse beim Begleiten empfehlenswert.

### Begleitfahrzeug mit Wechselverkehrszeichenanlage
Ein Begleitfahrzeug mit Wechselverkehrszeichenanlage (WVZ) muss über eine bestimmte Ausrüstung verfügen. Aufgrund der Anforderungen ist ein Fahrzeug von der Größe eines Lieferwagens (beispielsweise Ford Transit, Fiat Ducato, Mercedes-Benz Sprinter) erforderlich, auf dem eine nach der BASt geprüfte und zugelassene WVZ-Anlage montiert ist. Die Unterkante der WVZ-Anlage darf erst in einer Höhe von mindestens 2 m ab Fahrbahnoberkante beginnen. Weiterhin müssen minimal zwei gelbe Rundumleuchten (RKL – 360 Grad sichtbar) vorhanden sein. Außerdem muss auf der Tafel am Heck eine bestimmte Fläche an Reflexmarkierung und eine Tafel mit der Aufschrift Schwertransport vorhanden sein. Die WVZ-Anlage muss in ihrer Gesamtheit (eigentliche WVZ-Anlage inkl. der Reflexmarkierung am Heck) zugelassen und Typ-geprüft sein. Das Begleitfahrzeug muss als solches geprüft und zugelassen sein, sofern es nicht durch einfachen Abbau der Rundumleuchten in den StVZO-tüchtigen Zustand gebracht werden kann.
Der Schwertransportbegleiter muss im Besitz eines gültigen Berechtigungsscheines des Bundesverbandes Schwertransporte und Kranarbeiten (BSK) e. V. und in den Eigenheiten von Brückenbauwerken geschult sein.

Begleitfahrzeug (BF-3), Rücksansicht, mit eingeschalteter WVZ

Die Genehmigungsbehörde kann nach § 29 StVO anordnen, ob und in welchem Umfang ein Begleitfahrzeug den Transport begleitet und nach verkehrspolizeilichen Belangen zusätzliche Polizeibegleitung erforderlich ist. Die Polizeibegleitung ist in der Regel gebührenpflichtig.
Das Begleitfahrzeug mit Wechselverkehrszeichenanlage ist während einer Begleitung nach § 39 Abs. 6 StVO als ein mobiles Verkehrszeichen zu werten, das heißt, die gezeigten Verkehrszeichen sind ebenso wie ortsfeste Verkehrszeichen zu beachten, ihre Missachtung wird ebenso geahndet. Die vom Begleitfahrzeug gezeigten Verkehrszeichen setzen dabei ortsfeste Verkehrszeichen außer Kraft.

#### Ausrüstung
In Kursiv die Anforderung an BF3-Fahrzeuge, die vor dem 30. Juni 2015 zugelassen wurden. Diese genießen Bestandsschutz.
Außen
- WVZ-Anlage klappbar – als Dachaufsatz zum rückwärtigen Abstrahlen der StVO-Zeichen 101, 276, 277 mit integrierten Leuchten für gelbes Blink- oder Blitzlicht
- rot-weiß schraffierte retroreflektierende Fahrzeugrückfront in Folie Typ 2
- klappbares oder abnehmbares Schild „SCHWERTRANSPORT“ (schwarze Schrift auf weißem Grund), dies jedoch NUR während der Begleitfahrt; ansonsten ist es abzudecken oder zu demontieren.
- 4 Kennleuchten für gelbes Blinklicht (Rundumkennleuchten) nach § 52 Abs. 4 StVZO

Innen
- Kommunikationsmittel
  - Telefon (Autotelefon, Handy)
  - Funksprechgerät
  - ein zusätzliches Handfunkgerät
- Absperrmaterialien
  - 5 Zeichen 610 (Leitkegel)
  - 4 beidseitig wirkende Blitzleuchten
  - 4 Warndreiecke gemäß § 53a StVZO  – 4 aufstellbare Ständer StVO-Zeichen 101 (Gefahrstelle), Kantenlänge 600 mm
  - 2 Warnflaggen rot/weiß
  - 1 Warnweste
- Sonstiges
  - 1 Höhenmessgerät 5 m
  - 1 Maßband min. 50 m – 1 Maßband min. 20 m
  - Schalttafel zur Bedienung der WVZ-Anlage
  - Nachweis der Bauartzulassung der WVZ-Anlage
  - 1 Feuerlöscher 6 kg

#### Fahrpersonal
Das auf den Begleitfahrzeugen einzusetzende Fahrpersonal ist durch den Bundesverband Schwertransporte und Kranarbeiten (BSK) e. V. zu schulen. Nach erfolgreich bestandener Prüfung erhält der Schulungsteilnehmer seine Berechtigungsbescheinigung, den sogenannten „BF-3-Schein“. Nach längstens 2 Jahren muss sich das Fahrpersonal einer Wiederholungsschulung unterziehen.
Anzumerken ist, dass laut dem Merkblatt für die Ausrüstung der privaten, firmeneigenen Begleitfahrzeuge für Großraum- und Schwertransporte 1992 das BF-3 mit aufgestellter WVZ-Anlage nur von Inhabern einer gültigen BF3-Berechtigung gefahren werden darf. Das ist insbesondere von Bedeutung für die Durchführung von Probefahrten mit BF-3 durch Werkstätten.

## Österreich
In Österreich werden üblicherweise Begleitfahrzeuge von eigenen Firmen gestellt und ersetzen größtenteils eine früher übliche Polizeibegleitung.
Die Fahrer werden nach § 97 Abs. 2 StVO 1960, zum Organ für Straßenaufsicht, vereidigt und sind somit der Polizei gleichgestellt.
Begleitfahrzeuge müssen entweder über Gelblicht, das nicht genehmigt werden muss, oder über Blaulicht, das nur aufgrund entsprechender Genehmigung montiert und verwendet werden darf, auf sich aufmerksam machen. Zusätzlich sind meistens noch Lauflichter, die die Überholrichtung angeben oder andere optische Warneinrichtungen am Dach des Fahrzeuges angebracht.
Die Fahrer müssen geschult werden, der Besitz des Lkw-Führerscheines ist Pflicht.

## Niederlande
In den Niederlanden werden die Begleiter und Fahrzeuge größtenteils von Privatfirmen gestellt. Der Begleiter muss die niederländische Sprache in Wort und Schrift beherrschen, seinen Wohnsitz in den Niederlanden haben, mindestens 24 Jahre alt und im Besitz der Fahrerlaubnis Klassen B, C, E, und Berufskraftfahrer sein. Eine 21-tägige Schulung ermächtigt ihn mit Polizeibefugnissen u. a. den Verkehr zu regeln. Im Allgemeinen werden in den Niederlanden Schwertransporte tagsüber und ohne Polizeibegleitung gefahren. Die meisten niederländischen Begleiter sind im VTB (Vereniging Transport Begeleider) organisiert. Das Erscheinungsbild und die Ausrüstung der Begleitfahrzeuge sind von den niederländischen Behörden vorgeschrieben.

## Dänemark
In Dänemark muss der Begleiter im Besitz der Fahrerlaubnis CE sein und Dänisch oder Englisch sprechen. Auch hier werden die Begleitfahrzeuge überwiegend von Privatunternehmen gestellt. Der Gebrauch der WVZ-Anlage ist nur mit dem Zeichen 101 (Achtung) zu fahren.

## Nordamerika
In den USA und Kanada werden zur Verkehrsregelung an Straßenbaustellen und zur Begleitung von Schwertransporten sog. Pilot Cars eingesetzt.